# اورنجویل (شهرستان اورانج، ایندیانا)
اورنجویل (به انگلیسی: Orangeville) یک منطقهٔ مسکونی در ایالات متحده آمریکا است که در ایندیانا واقع شده‌است. اورنجویل ۱۵۹٫۱۱ متر بالاتر از سطح دریا واقع شده‌است.